# Drislea
Drislea – wieś w Rumunii, w okręgu Botoszany, w gminie Trușești. W 2011 roku liczyła 1032 mieszkańców.